# Свети Николай (Църнощица)
„Свети Николай“ (на сръбски: Храм св. оца Николаја) е православна църква в босилеградското село Църнощица, югоизточната част на Сърбия. Част е от Вранската епархия на Сръбската православна църква.
Храмът е издигнат на възвишение между две речици – Църнощица и Дуката, които на 500 m от църквата се сливат. В архитектурно отношение е еднокорабна сграда с трем. Изграден е предимно от камъни. Иконостасът е дело на дебърския майстор Вено Костов.
Югозападно от храма има камбанария с шестоъгълна основа. На камбаната има надпис: Църквата Свети Никола Църнощица 6. декември 1901.